# Tony Williams (cantante)
Samuel E. "Tony" Williams (Elizabeth, Nueva Jersey, Estados Unidos; 5 de abril de 1928 - Manhattan, Estados Unidos; 14 de agosto de 1992) fue el cantante principal de The Platters desde 1953 hasta 1960.

## Carrera
Su hermana, la cantante de R&B Linda Hayes, contribuyó a que Williams se convirtiera en miembro de The Platters junto a David Lynch, Paul Robi, Herb Reed y Zola Taylor, quienes fueron descubiertos y dirigidos por Buck Ram. En el sello discográfico Mercury del lanzamiento de la canción de The  Platters, My Prayer, Williams figuró bajo el pseudónimo de Tony Wilson. En una disputa por el dinero, dejó la agrupación para seguir su carrera como solista y continuó trabajando con Ram.
Entre los temas que se destaca por su calidad vocal en esa agrupación se encuentran Great Pretender, Smoke gets in your eyes, Twilight time y Only You, con los cuales vendió millones de discos en todo el mundo.
En cine tuvo algunas apariciones como la voz principal de The Platters. En 1956 trabaja en la película Rock Around the Clock con Earl Barton, Lisa Gaye, Alan Freed, John Archer, entre otros. Allí interpretó el tema Only you. También intervino en el soundtrack del filme The Girl Can't Help It protagonizada por Tom Ewell y Jayne Mansfield, donde cantó You'll Never, Never Know, tema que se volvió a utilizar para el documental Europa di notte y para la película del 2003 The Dreamers.
Fue elegido para el Salón de la Fama del Rock and Roll como miembro de los Platters en 1990. Tony actuó con su propia versión de los Platters, conocida como International Platters, con su esposa Helen Williams. El director musical William Gulino trabajó con Tony Williams y The Platters en forma regular desde 1978 hasta 1992.

## Vida privada
En 1963 se casa con Helen Shad con quien tuvo dos hijos.

## Fallecimiento
El cantante Tony Williams murió por complicaciones de su diabetes mientras dormía a los 64 años el 14 de agosto de 1992 en Nueva York, Estados Unidos.

## Filmografía
- 1959: Girls Town
- 1957: Carnival Rock
- 1957: The Girl Can't Help It.
- 1956: Rock Around the Clock.

## Televisión
- 1959: Toast of the Town.